# Anthurium asplundii
Anthurium asplundii Croat, 1991 è una pianta della famiglia delle Aracee, endemica dell'Ecuador.